# Elfrida Andrée
Elfrida Andrée (Visby, 19 februari 1841 – Göteborg, 11 januari 1929) was een Zweeds organiste, componiste en dirigente.

## Achtergrond
Elfrida Andrée werd geboren binnen het gezin van arts Andreas Andrée en Lovisa Eberhardina Lyth. Ze is de jongere zuster van de zangeres Fredrika Stenhammar, die trouwde met een oom van Wilhelm Stenhammar. Haar nicht Elsa Stenhammar was ook organist. Ze werd opgenomen in de erelijst van Kungliga Musikaliska Akademien en werd onderscheiden met Litteris et Artibus.

## Muziek
Ze wilde gaan werken in de telegrafie, maar dat werk was toen (1860) verboden voor vrouwen. Haar vader schreef daarop de Zweedse koning, dat zijn dochter er graag wilde werken. Een afwijzing was hun deel. Twee jaar later probeerde ze het opnieuw, maar ook deze keer werd ze afgewezen. 
In 1864 wijzigde de Zweedse Telegraafdienst het beleid ten aanzien van vrouwen en Andrée kon als een van 23 vrouwen deelnemen aan de opleiding. In 1865 werd Andrée de eerste vrouwelijke telegrafist van Zweden. Twee jaar later hield ze het voor gezien. Ze kreeg ondertussen haar muzikale opleiding eerst ter plaatse van haar vader en de plaatselijke organist, maar ging verder studeren bij Ludvig Norman en Niels Gade in Denemarken. Ze was strijdster voor gelijke rechten voor man en vrouw en werd als zodanig (ook) een van de eerste vaste vrouwelijke organisten in Scandinavië. 
Ze kon in 1861 aan de slag als organiste van de Finse kerk en Franse Reformatorische kerk in Stockholm. Zes jaar later bekleedde ze dezelfde functie in de Kathedraal van Göteborg.

## Werklijst

### Belangrijkste werken
- Fritiofs saga, opera (1894-95)
- Snöfrid, "ballad" voor solist, koor en orkest (1879)
- Andante quasinrecitativo voor strijkorkest (1877)
- Orgelsymfonie nr 1 in b mineur (1891)
- Pianotrio in c mineur (1860)
- Pianokwintet in e mineur (1865).
- Pianokwartet in a mineur (1865)
- Pianotrio in g mineur (1883/84)
- Strijkkwintet in d mineur (1887)
- Sommarminnen från Bjurslätt voor strijkorkest of strijkkwintet (1903).

### Orkestwerken
- Presto, c mineur
- Polonäs, g mineur
- Uvertyr, d mineur
- Ouverture, g mineur
- Sinfonia voor  orkest, C majeur (1868-69)
- Menuett, f mineur
- Scherzo, g mineur
- Symfonisats, f mineur. Allegro molto
- Concert-Ouverture, D majeur
- "Varvoor  en Därvoor ", f mineur. Andante lento
- Pastorale. Allegretto A majeur
- Tempo do Marche funebre, c mineur
- Symfonia in a mineur, (1879)
- Andante quasinrecit, E majeur voor strijkorkest
- Glömska, F majeur
- Fritiofs Suite, uitn Fritiofs saga voor symfoniorkest (1908-09).
- Sommarminnen voor strijkorkes

### Andere kamermuziek
- Tre Romanser (voor viool en piano)
- Sonate voor  viool en piano, B-dur
- Sonate voor  piano en viool
- Två Romanser voor viool en cello, g mineur
- Andante cantabile, E-dur voor  cello en orgel

### Andere pianowerken
- Caprice, F-dur
- Sonate voor  piano (opus 3)
- Tonbilder voor  piano (opus 4)
- Moster Fridas (1876)
- Fem smärre tonbilder insammanhang (opus 7)
- Tandverks-Fugetta
- Fyra pianostycken
- Julstämning, F-dur

### Orgelwerken
- Andantiono voor  orgel, e mineur
- Fuga con spirito, Ess-dur
- Koral med variationer, d mineur
- Sonate voor  orgel
- Sonate voor  orgel
- Vredens dag, koraal
- Orgelsymfoninnr 2 inEss-dur voor  orgel en mässingsinstrument (1892). Inspelad på SCD-1085 en Uriel LP 7.
- Sorgmarsch in c mineur
- Symphonische Dichtung, e mineur
- Sorgvoor spel, f mineur
- Orgelvoor spel till psalm 76 "Jesu, du mitt liv, min hälsa"
- Orgelvoor spel till psalm 104 "Nu kommen är vår påskafröjd"
- Orgelvoor spel till psalm 45 "Salig, salig den som kände"
- Orgelvoor spel till psalm 33 "Jag lyfter mina händer"
- Orgelvoor spel till psalm 140 "Av himlens här den högstes makt"
- 12 små preludier
- 14 smärre kompositioner med påskriften "Gammalt sedan Reformerta kyrkan"

### Transcripties
- Consolation nr 4 en Il pensiero van Liszt, gearrangeerd voor  orgel
- Chaos, Introduction to the Creation

### Koor

#### A capella
- Qvartett voor vrouwenkoor. " Dofta Dofta"
- Werken voor  gemengd koor. Vaknen Nordens alla hjärtan"
- Bröllops-sånger voor  gemengde stemmen
- Ur drömlif van Victor Rydberg
- Blommorna voor  gemengd koor. "INleende blommor"
- Bröllopshymn voor  dameskoor. "O huru vist en fullt af nåd"
- En ängel genom rummet går voor dames- of herenkoor. "Man säger en ängel"
- Glömska voor dames- of herenkoor. "Det hviskar indal"
- Lika voor dames- of herenkoor " På marken växer blommor upp"
- O skräm ej barnens hjertan
- Majblomma lilla voor dameskoor
- Två andliga sånger voor mannenkoor
  - Davids psalm 130:3 en Sv ps 33:2
  - Davids psalm 20:7

### Met piano/orgel
- Kung Oscars minne
- Serenad voor  mannenkoor met solo tenor en sopraan met piano
- Dagsländor
- Höga tanke
- Sång vid invigningen av Götabergs folkskolehus
- Ära vare Gud
- Davids 20:de psalm vid Roskildefredens åminnelse in Domkyrkan 26.2.1908

#### Met orkest
- Der Morgenstern
- Snöfrid
- Svensk mässa nr 1 voor  gemengd koor, kinderkoor, solisten, strijkorkest, harp en orgel (1902)
- Svensk mässa nr 2 voor gemengd koor, twee kinderkoren, solisten en orkest en orgel (1903)
- Kantat vid invigningen av Arbetareföreningens nya hus
- Kantat. Davids 56:te psalm
- Kantat vid internationella kvinnliga rösträttskongressen

### Liederen
- Begrafningsmässa och Kollekter voor kyrkoårets högtidsdagar
- Diverse kindercomposities
  - Andantino "Wohl lag ich"
  - Cavantina, Qvartett för  Chör med acc af Orgel eller Pianoforte
  - Ave Maria
  - Sopran Qvartett "Jag flyr till Dig"
  - Waggsång "Tyst han sofver"
- Sopran-Aria "Kom Guds Ande"
- INTemplet
  - Vid Månsken
- Minnen. "INstunder, flygtiga och korta"
- Söstersprogene. "Jeg elsker dig"
- Till Näktergalen
- Vårmorgonen
- Skogsrået "Han björn var en fager"
- Kyrko-aria "Mitt fasta hopp"
- Lotusblomma och Svan
- O skräm ej barnen hjertan
- Tre sånger med piano, op 8.
  - En vacker dag
  - Vinses igen
  - Visa en vårmorgon
- Recit en aria voor  tenor " Här hon stod, Den englalika
- Collcten. "Voor läna oss, Allsmäktige Gud"
- Svanen. " Der simmar på floden"
- Tre sånger
  - En vacker höstdag
  - Öfver hafvet sjunker
  - Im dunklen Wald
- Du irrande bölja, koncept med ant "besynnerlig, Voor kortade harmonier"
- Voor sök till Nidvisa. " Fru Inger sitter vid Östråt gård..."

- Bibsys: 39220
- Bibliothèque nationale de France: cb140361916 (data)
- CiNii: DA13265766
- Gemeinsame Normdatei: 123615615
- International Standard Name Identifier: 0000 0000 8149 1067
- KulturNav: b8f22718-1623-4e8f-8713-15c48820c1f6
- Library of Congress Control Number: nr91037427
- MusicBrainz: 96542277-0b01-40eb-949c-3ce6606b0169
- Nederlandse Thesaurus van Auteursnamen: 24477448X
- Réseau des bibliothèques de Suisse occidentale: 02-A005636553
- LIBRIS: 206362
- Système universitaire de documentation: 052500675
- Virtual International Authority File: 69130046
- WorldCat: E39PBJbGV66mByMqkHpFxxRHYP